# Lepyrodon pseudolagurus
Lepyrodon pseudolagurus là một loài Rêu trong họ Lepyrodontaceae. Loài này được B.H. Allen mô tả khoa học đầu tiên năm 1999.